# Antonín Pařízek
Antonín Pařízek (* 30. ledna 1959 Praha) je český anesteziolog a porodník. Působí v VFN v Praze a jako krajský perinatolog Středočeského kraje. Současně pracuje i jako vysokoškolský pedagog a popularizátor vědy.

## Životopis

### Studium
Po ukončení základní školy ve Zvoli u Prahy a Davli a gymnázia v Praze Modřanech pokračoval v roce 1978 studiem na Fakultě všeobecného lékařství Univerzity Karlovy (FVL UK), které absolvoval s vyznamenáním v roce 1984. Přestože ukončil FVL UK s vyznamenáním, musel pro plnou obsazenost pražských lékařských míst v chirurgických specializacích nastoupit v jiném oboru. Zvolil si obor anesteziologie, resuscitace a intenzivní medicína v tehdy Fakultní nemocnici Na Bulovce. V tomto oboru složil atestaci I. stupně (1987), ale bezprostředně po ní využil ve stejné nemocnici možnosti přestoupit do chirurgického oboru, kterým byla gynekologie a porodnictví.

### Kariéra
V roce 1988, jako první lékař zavedl v Československu do rutinní praxe epidurální analgezii u porodu. A v oblasti analgezie u porodu později zavedl v rámci naší země řadu dalších, klinicky významných novinek. V roce 1989 složil atestaci I. stupně, v roce 1992 atestaci II. stupně v oboru gynekologie a porodnictví a v roce 2012 v subspecializaci perinatologie a fetomaternální medicína. V roce 1991 společně s psycholožkou Naďou Grosamovou založili nadační fond Vita et Futura pro rozvoj gynekologie a porodnictví. V roce 1994 obhájil kandidátskou práci na 1. LF UK s názvem Porod a epidurální analgezie. Od roku 1994 byl opakovaně zvolen za předsedu Sekce porodnické analgezie a anestezie při ČGPS ČLS JEP, která byla v roce 2014 přejmenována na Sekci analgezie a intenzivní medicíny v porodnictví. Na 1. LF UK v roce 2006 obhájil habilitační práci na téma Neuroaxiální analgezie u spontánního porodu. Od roku 2012 je zástupcem přednosty Gynekologicko-porodnické kliniky 1. lékařské fakulty Univerzity Karlovy a Všeobecné fakultní nemocnice v Praze. Od roku 2014 je členem výboru Sekce perinatologie a fetomaternální medicíny ČGPS ČLS JEP a v roce 2018 byl zvolen jejím místopředsedou. V roce 2016 se stal profesorem na Univerzitě Karlově, inaugurační přednáška byla na téma Endokrinologie fetomaternální jednotky. Od roku 2018 je gestorem bakalářského studia porodní asistence 1. lékařské fakulty Univerzity Karlovy.
K jeho činnosti patří také založení a organizování systému mezioborového postgraduální vzdělávání lékařů. Pořádá významné odborné kongresy, z těch hlavních od roku 2000 pravidelně národní kongresy Kritické stavy v porodnictví a Academy of Obstetric Analgesia and Anestheasia (AORA). Je i úspěšným realizátorem elektronických projektů. Jeho monografie Porodnická analgezie a anestezie je považována za první elektronicky vydanou lékařskou knihu v České republice. S historiky Filozofické fakulty UK byl u objevování pramenů o prvním císařském řezu, kdy mohla poprvé v historii lidstva současně přežít matka a dítě. Se svými spolupracovníky tuto práci publikoval a přednesl na 22. světovém kongresu perinatologů (FIGO 2018) v Rio de Janeiru. V roce 2019 se svým týmem zahájil vědecko-výzkumný projekt (PRAGUE QUiPP Study), jehož cílem je longitudinální multidisciplinární sledování nejen klinických, ale i biochemických, endokrinologických, imunologických a mikrobiologických faktorů, které vedou k předčasnému porodu.

## Kritika za neetické chování
V lednu 2025 čelil kritice veřejnosti i kolegů z oboru, poté co na sociálních sítích zveřejnil příspěvek s fotografiemi dvou nahých pacientek, kterými chtěl ilustrovat vztah klesající porodnosti v České republice a nadváhy a obezity rodiček. Dle kritiků bylo zveřejnění snímků neetické a necitlivé. Pařízek na kritiku nejprve nereagoval, po zásahu pověřence pro ochranu osobních údajů Všeobecné fakultní nemocnice snímky stáhl. Všeobecná fakultní nemocnice se v prohlášení od Pařízkova jednání distancovala s uvedením, že z něj bude vyvozovat důsledky odpovídající zákoníku práce. Pařízkův příspěvek rozdmýchal diskuzi také o tom jak se v českém zdravotnictví mluví o ženském těle a ženách obecně. Část žen se rozhodla promluvit o pocitech ponížení a body shamingu, které ze strany zdravotníků zažívají. Šest žen se rozhodlo založit iniciativu NebuďPařez a veřejně sdílet své osobní zkušenosti. Cílem iniciativy je obecně změnit styl komunikace lékařů s pacienty, aby tento přístup k pacientům nebyl normou. Formou prostestu se staly billboardy se svými částečně odhalenými pozadími s podtitulkem „Všichni máme různý zadky, respekt chtějí nejen matky“.

## Osobní život
Jeho choť je porodní asistentka Petra Pařízková. Má dvě dcery a syna.
Jeho zálibou je sport. V klubu Sparta Praha se věnoval lehké atletice. Je dvojnásobným mistrem ČSSR, mnohonásobným medailistou ČSSR a ČSR a československé Univerziády. Po ukončení aktivní sportovní kariéry se stal po roce 1989 funkcionářem AC Sparta Praha, posléze bezmála 10 let pracoval jako předseda správní rady Association Sparta Praha. Byl dlouholetým zástupcem ředitele slavného silničního závodu Běchovice Praha. V dnešní době je zakladatelem a ředitelem dnes již populárního přespolního závodu MCC Kros Štiřín.
Pařízek je významný propagátor odkazu díla architekta a mecenáše Josefa Hlávky. V současně době[kdy?] se snaží obrátit pozornost k záchraně a dalšímu rozvoji nejslavnější Hlávkovy stavby v České republice, budovy bývalé Zemské porodnice, kde dnes sídlí Gynekologicko-porodnická klinika 1. LF UK a VFN v Praze.

## Členství ve sdruženích
- 1987 – člen České gynekologicko-porodnické společnosti ČLS JEP
- 1994 – zakladatel Sekce porodnické analgezie a anestezie při ČGPS ČLS JEP, přejmenovaná na Sekce analgezie a intenzivní medicína v porodnictví
- 1994 – předseda Sekce analgezie a intenzivní medicíny v porodnictví při ČGPS ČLS JEP
- 2010 – člen Obstetric Anaesthetists’ Association (OAA)
- 2010 – člen Society for Obstetric Anesthesia and Perinatology (SOAP)
- 2012 – krajský perinatolog Středočeského kraje
- 2014 – místopředseda Sekce perinatologoie a fetomaterenální medicíny ČGPS ČLS JEP
- 2020 – člen Akademického senátu 1. LF UK
- 2020 – člen The Royal College of Obstetricians and Gynaecologists (RCOG)
- 2022 – člen výboru České gynekologické a porodnické společnosti ČGPS ČLS JEP

## Ocenění
- 2002 – Publikace roku 2002, Česká společnost anesteziologie, resuscitace a intenzivní medicíny ČLS JEP – Pařízek A. a kol.: Porodnická analgezie a anestezie
- 2006 – Charvátova cena v kategorii Popularizace vědy za knihu Kniha o těhotenství a porodu. Pařízek A. a kol.
- 2012 – Publikace roku 2012, Česká společnost anesteziologie, resuscitace a intenzivní medicíny ČLS JEP, Pařízek A. a kol.: Analgezie a anestézie v porodnictví, 2.– rozšířené přepracované vydání
- 2012 – Publikace roku 2012, Česká společnost anesteziologie, resuscitace a intenzivní medicíny ČLS JEP, Pařízek A. a kol.: Kritické stavy v porodnictví
- 2017 – Pamětní medaile Josefa Hlávky za podporu odkazu největšího českého mecenáše, udělovaná nadací Nadání Josefa, Marie a Zdenky Hlávkových
- 2019 – Stříbrná medaile UK za významné celoživotní dílo a dlouholetou vědeckou a pedagogickou činnost, udělovaná Univerzitou Karlovou
- 2021 – Umístění jména na Desce dárců a sponzorů Univerzity Karlovy ve foyer Karolinu

## Publikace
Do roku 2020 je autorem nebo spoluautorem 203 odborných publikací (z toho 75 jako primární autor), které byly celkem 856krát citovány v jiných vědeckých pracích. Jeho Hirschův citační index dosáhl v roce 2023 (únor) hodnoty h = 22.
Je členem redakční rady odborného časopisu Česká Gynekologie.

## Vědecké monografie (výběr)
- PAŘÍZEK A. a kol. Porodnická analgezie a anestezie. Praha: Grada Publishing, 2002. 535 s. ISBN 9788072629497.
- PAŘÍZEK A. Kniha o těhotenství a porodu. Praha: Galén, 2005. 425 s. ISBN 8072623214.
- PAŘÍZEK A. Kniha o těhotenství @ porodu. První český interaktivní průvodce těhotenstvím, porodem a šestinedělím. 2. doplněné vydání. Praha: Galén, 2006. 414 s. ISBN 8072624113.
- PAŘÍZEK A. Kniha o těhotenství a dítěti.  3. vydání. Praha: Galén, 2008. 685 s. ISBN 9788072625949.
- PAŘÍZEK A. Kniha o těhotenství a dítěti. Český průvodce těhotenstvím, porodem, šestinedělím – až do dvou let dítěte. 4. vydání. Praha: Galén, 2009. 738 s. Příloha: Můj těhotenský  kalendář. 18 s. ISBN 9788072626533.
- PAŘÍZEK A. a kol. Analgezie a anestezie v porodnictví. 2. rozšířené a přepracované vyd. Praha: Galén; Kamenice: MCC Publishing, 2012. 427 s. ISBN 9788072628933.
- PAŘÍZEK A. a kol. Kritické stavy v porodnictví. 1. vyd. Praha: Galén; Kamenice: MCC Publishing, 2012. 285 s. ISBN 9788072629497.
- PAŘÍZEK A. Kniha o těhotenství a dítěti. Český průvodce těhotenstvím, porodem, šestinedělím – až do dvou let dítěte. 4. vydání. Praha: Galén, 2013. 738 s. e-book.
- PAŘÍZEK A. Kniha o těhotenství, porodu a dítěti. Těhotenství. 1. díl. 5. vydání. Praha Galén, 2015. 481 s. ISBN 9788074922145.
- PAŘÍZEK A. Kniha o těhotenství, porodu a dítěti. Porod. 2. díl. 5. vydání. Praha: Galén, 2015. 397 s. ISBN 9788074922152.
- PAŘÍZEK A., HONZÍK T. Kniha o těhotenství, porodu a dítěti. Dítě. 3. díl. Praha: Galén , 2015. 337 s. ISBN 9788074922169.
- PAŘÍZEK A., HONZÍK T. Kniha o těhotenství, porodu a dítěti. Triplet. Praha: Galén , 2015.  1352 s. ISBN 9788074922138.

### Kapitoly v monografiích
- PAŘÍZEK A. Anestezie při gynekologické laparoskopii. In: KUŽEL D. Gynekologická endoskopie. Praha: Galén, 1996. ISBN 80-85824-40-X
- PAŘÍZEK A. Úskalí peridurální analgezie a anestezie u porodu. In: DOLEŽAL A. Technika porodnických operací. Praha: Grada Publishing, 1998, s. 45–54. ISBN 8071695491.
- PAŘÍZEK A. Porod a porodní bolest: Psychosomatické aspekty gynekologie a porodnictví. Porodnictví. In: Psychosomatické aspekty gynekologie a porodnictví. Praha: Levret, 1999, s. 162–169. ISBN 8023847406.
- PAŘÍZEK A. Porodnická analgezie a anestezie v České republice – minulost, současný stav a budoucnost. In ČERNÝ V, CVACHOVEC K. Novinky v anesteziologii, intenzivní medicíně a léčbě bolesti. Praha: Galén, 2000. s. 176–179. ISBN 8086257207.
- PAŘÍZEK A, NOUZOVÁ K. Normal Values of Hemodynamic O2 Delivery and TEB Parameters in Graviditas and Nongraviditas. In: SRAMEK B.B. Systemic hemodynamics and hemodynamic management. Collierville, Tennessee: Instantpublisher.com, 2002. ISBN 1591960460.
- PAŘÍZEK A. Anestezie a analgezie u rizikových porodů. In: HÁJEK Z. Rizikové a patologické těhotenství. Praha: Grada Publishing, 2004, s. 399-409. ISBN 80-247-0418-8 .
- PAŘÍZEK, A. Kritické stavy u rodičky za porodu. In: HÁJEK Z. Rizikové a patologické těhotenství. Grada Publishing, Praha, 2004, s. 379–395. ISBN 80-247-0418-8.
- PAŘÍZEK A. Porodní bolest. In: ROKYTA R, KRŠIAK M, KOZÁK J. Bolest: monografie alnageziologie.1. vyd. Praha: Tigis, 2006. s. 453–460. ISBN 8090375006.
- PAŘÍZEK A. Porodnická analgezie a anestezie. In: ZWINGER A. Porodnictví. Praha: koedice Galén, Karolinum, 2004. ISBN 8072622579, ISBN Karolinum 8024608227.
- PAŘÍZEK A, HÁJEK Z, DOLENSKÁ S. Porodnictví. In: Medical Tribune Brevíř. Praha: Medical Tribune CZ, 2006. ISBN 8090370829.
- PAŘÍZEK A, HÁJEK Z, DOLENSKÁ S. Porodnictví. In: Medical Tribune Brevíř. Praha: Medical Tribune CZ, 2008, s. 276–334. ISBN 9788087135075.
- PAŘÍZEK A, HÁJEK Z, DOLENSKÁ S. Porodnictví. In: Medical Tribune Brevíř. Praha: Medical Tribune CZ, 2011. ISBN 9788087135228.
- PAŘÍZEK A, PAPEŽOVÁ H, UHLÍKOVÁ P. Poruchy příjmu potravy a ženský reprodukční systém. In: Spektrum poruch příjmu potravy. Interdisciplinární přístup. Praha: Grada Publishing, 2010. s. 211–222. ISBN 9788024724256.
- FAIT, T., PAŘÍZEK, A., ROZTOČIL, A., SRP, B. Fyziologický porod a šestinedělí. In: HÁJEK, Z., ČECH, E., MARŠÁL, K. a kol. Porodnictví. Praha, Grada Publishing, s. 175-214.
- BINDER, T., BLÁHA, J., ČECH, E., FAIT, T., HÁJEK, Z., KREJČÍ, V., KUŽEL, D., MARTAN, A., MAŠATA, J., PAŘÍZEK, A., ROZTOČIL, A., SRP, B., ŠTEMBER, Z., VELEBIL, P., ŽIŽKA, Z. Nepravidelnosti a patologie těhotenství, porodu a šestinedělí. In: HÁJEK, Z., ČECH, E., MARŠÁL, K. a kol. Porodnictví. Praha, Grada Publishing, s. 237-459.

### Učebnice a učební texty
- PAŘÍZEK A, PETERKA T,CALDA P, ŽIŽKA Z, BINDER T,VORLÍČEK F, BILINA T, KREJČÍ V. Patologický porod, poranění při porodu, komplikace za porodu – I. In: ŽIVNÝ J. a kol. Programované texty z gynekologie a porodnictví. Praha: Karolinum, 1996.
- PAŘÍZEK A. Fyziologické šestinedělí a laktace – I. In: ŽIVNÝ, J. a kol. Programované texty z gynekologie a porodnictví.Praha: Karolinum, 1996.
- PAŘÍZEK A. Léky v těhotenství, za porodu, v šestinedělí, analgezie a anestezie v porodnictví – I. In: ŽIVNÝ, J. a kol. Programované texty z gynekologie a porodnictví. Praha: Karolinum, 1996.
- PAŘÍZEK A. Porodnická analgezie a anestezie. In: MILOSCHEWSKY D. a kol. Regionální analgezie a anestezie. Praha: Astra Pharmaceuticals, 2000. ISBN 8090253296.
- SCHNEIDERKOVÁ O, PAŘÍZEK A, MARUSIČOVÁ P. Porodnická analgezie a anestezie. In: Anesteziologie a resuscitační péče, skripta pro postgraduální vzdělávání. 5. vydání. Praha: Centon, Nadace AR, 1996.
- PAŘÍZEK A. Astma bronchiale, dystokie děložní, embolie plodovou vodou, hypotonie děložní. In: HORKÝ K. Lékařské repetitorium. Praha: Galén, 2003. ISBN 8072622412.
- PAŘÍZEK A. Léky, analgézie a anestezie v porodnictv. In: ČECH E, HÁJEK Z, MARŠÁL K, Srp B a kol. Porodnictví. Druhé, přepracované a doplněné vydání. Praha: Grada, 2006. ISBN 8024713039, 9788024713038. s. 141-148.
- PAŘÍZEK A. Analgezie, anestezie a léky v porodnictví. In: ŽIVNÝ J. Gynekologie a porodnictví. Testy. Praha: koedice Galén, Karolinum, 2007. s. 347–348. ISBN 8024613220, 9788024613222.
- HÁJEK Z, PAŘÍZEK A, CALDA P, BENDL J. Vyšetřovací metody v porodnictví. In: ŽIVNÝ J. Gynekologie a porodnictví. Testy. Praha: koedice Galén, Karolinum, 2007. s. 201–215. ISBN 8024613220, 9788024613222.